# 刘宝臣
刘宝臣（1938年—），山东临清人，中国人民解放军将领、中国人民解放军中将。
1956年3月参加工作。大专学历。1956年3月参加中国人民解放军。历任排长、干事、指导员、参谋、团副参谋长、团参谋长、总政治部保卫部保卫队队长、中央军委办公厅警卫处3科科长、副处长、总政治部保卫部副部长、解放军军事检察院副检察长。1992年11月任中国人民解放军军事检察院检察长。1996年7月至2002年1月任成都军区副司令员。第10届全国政协委员。1996年7月晋升为中将军衔。